# Monolog
Monolog nebo samomluva je v literatuře a komunikaci takový hovor jedné postavy, který se nestává součástí dialogu nebo polylogu.
Pro monolog je charakteristická souvislá, nepřetržitá řečová aktivita jednoho z účastníků komunikace. Účastníci se nestřídají v rolích hovořícího a posluchače, jejich rozdělení na aktivního (hovořící) a pasívního (posluchač) je v celém příběhu jejich dorozumívání stabilní a neměnící se.
Mezi dialogem a monologem se však nedají vymezit přesné hranice, protože v komunikaci se vyskytuje mnoho tzv. „přechodných“ útvarů. Tyto přechodné útvary se řadí na stupňující se škálu mezi monologem a dialogem v závislosti na:
- a) míře adresnosti řeči hovořícího
- b) možnosti zpětné vazby

Tyto prostředky se podílejí na dialogizaci monologu, na tom, že se v něm formují určité dialogické kvality.
Monolog v divadle a filmu je souvislý nepřerušovaný hovor jedné postavy, herce.

## Druh monologu
- Solilokvium